# Línea Turística Aereotuy
Línea Turística Aereotuy (im Markenauftritt verkürzt LTA) war eine Fluggesellschaft aus Venezuela mit Sitz in Caracas. Das Unternehmen wurde 2018 abgewickelt.

## Flotte

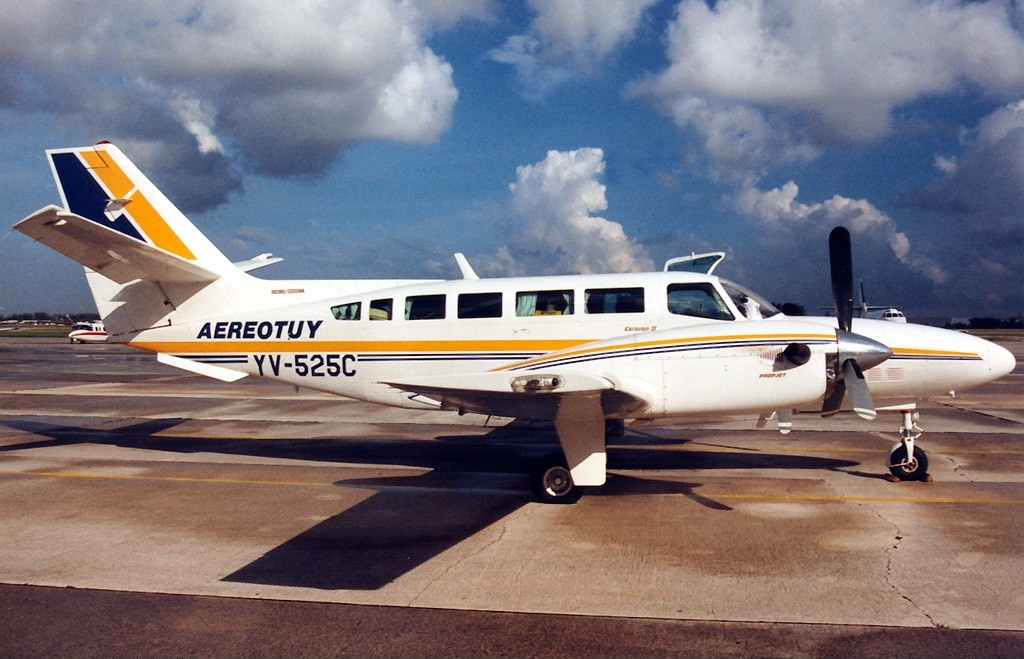
Reims-Cessna F406, Miami 1990

### Flotte bei Betriebseinstellung
Mit Stand Februar 2018 bestand die Flotte der Línea Turística Aereotuy aus einem Flugzeug, einer 48-sitzigen de Havilland Canada DHC-7.

### Zuvor eingesetzte Flugzeuge
- Cessna 208B Grand Caravan
- Reims-Cessna F406

## Zwischenfälle

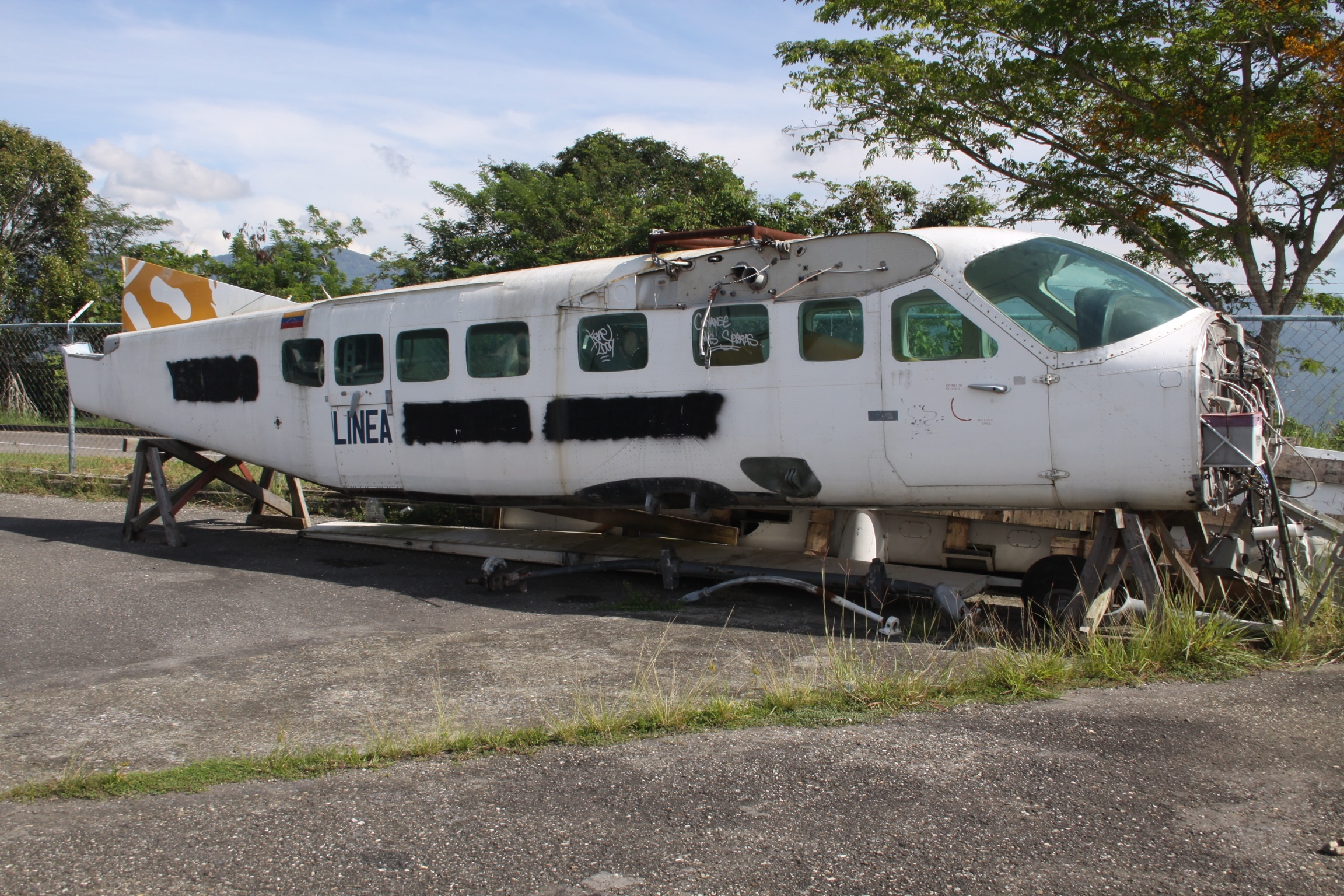
Überbleibsel der Cessna 208B Grand Caravan, die am 26. August 2009 notwassern musste

Línea Turística Aereotuy verzeichnete in ihrer Geschichte einen Zwischenfall mit einem Todesopfer, bei zwei weiteren Zwischenfälle wurde das Flugzeug abgeschrieben:
- Am 21. Juli 2007 stürzte beim Start eine Cessna 208B Grand Caravan (YV1182) aus 200 Fuß Höhe nach einem Motorausfall ab. Es gab keinen Personenschaden, aber das Flugzeug wurde abgeschrieben.[4]

- Am 26. August 2009 musste eine Cessna 208B Grand Caravan (YV1183) unterwegs vom Flughafen Los Roques zum Flughafen Isla de Margarita nach einem Motorausfall notwassern. Die Passagiere und Besatzung wurde von Fischer- und Sportbooten gerettet.[5]

- Am 17. April 2009 verunglückte eine Cessna 208B Grand Caravan (YV1181) beim Start vom Flughafen Canaima. Das Flugzeug gewann nicht genügend schnell an Höhe und stieß 80 Meter nach der Start- und Landebahn mit einer Freileitung zusammen. Beim Unglück starb ein Passagier und sieben weitere wurden verletzt.[6]